# Kodeks Urbinas
Kodeks Urbinas – rękopis Leonarda da Vinci datowany na rok 1508. Manuskrypt znajduje się obecnie w Bibliotece Watykańskiej.

## Historia Kodeksu
Kodeks Urbinas obejmuje wyselekcjonowane przez Francesco Melzi około 1530 roku różne rękopisy Leonarda da Vinci. jego skrócona edycja została opublikowana w Paryżu w 1651 roku pt. Trattatio della Pittura (pol. Traktat o malarstwie).

## Treść kodeksu na przykładzie wybranej strony
Leonardo da Vinci opierał się na zasadzie, że wszystko co nas otacza podporządkowane jest przez matematykę. Leonardo stworzył systemy dla sklasyfikowania działania światła i cienia. Do tego potrzebował wziąć pod uwagę zderzenie i ruch oraz dynamiczne siły natury.
Na tym arkuszu , zmieniające się stopnie intensywności światła padającego na ludzką twarz są analizowane według kąta ich padania. Leonardo wyjaśnia, że części twarzy otrzymująca promienie światła w prostopadłym kącie będzie najjaśniej rozjaśniony – punkty F, G i H. Punkty B, C i D z drugiej strony otrzymuje mniej światła dzięki mniejszemu kątowi padania światła. Punkty M i K Leonardo, zaznaczył jako miejsca gdzie światło nie dochodzi. Badania te i ich analiza pozwoliła Leonardowi na stosownie zasady padania światła i cienia w jego pracach.